# L'oca selvaggia colpisce ancora
L'oca selvaggia colpisce ancora (The Sea Wolves) è un film del 1980, diretto da Andrew V. McLaglen.
La pellicola ha come protagonisti Gregory Peck, Roger Moore, David Niven e Patrick Macnee.
Nonostante il titolo dell'adattamento italiano, il film non ha alcun legame con I 4 dell'Oca selvaggia, il cui vero sequel è I 4 dell'Oca selvaggia II; anche perché il film è ambientato durante la II guerra mondiale, più di 40 anni prima del film a cui si ispira nel titolo italiano. Si tratta solo di un espediente della distribuzione italiana per sfruttare il grande successo ottenuto dalla pellicola di due anni prima.

## Trama
India, 1943: Il comando inglese è alle prese con un sottomarino tedesco che riesce sempre ad individuare ed affondare i mercantili inglesi in transito.
Il colonnello Lewis Pugh e il capitano Gavin Stewart, del servizio segreto inglese, scoprono che la posizione delle navi alleate viene trasmessa al sottomarino dall'Erehnfels, un mercantile tedesco alla fonda nel porto di Goa, in territorio neutrale portoghese. Dopo aver eliminato alcune spie tedesche, decidono di distruggere la radio ed affondare la nave.
Dovendo agire in territorio neutrale, il comando britannico, pur incoraggiando la missione, deve negare il proprio coinvolgimento in caso di fallimento. Viene quindi affidata ai reduci del Calcutta Cavalleggeri, un gruppo di vecchietti a riposo e quindi civili, la cui ultima azione risale al 1900.

## Produzione

### Riprese
- Germania
- Goa, India
- India
- Pinewood Studios, Iver Heath, Buckinghamshire, England, UK (studio)

## Distribuzione

### Data di uscita
- 3 luglio 1980 UK (Londra, première)
- 6 agosto 1980 UK
- 6 agosto 1980 Francia
- 21 agosto 1980 Germania Ovest
- 5 giugno 1981 USA

### Divieti
- Australia:PG
- Australia:M (TV)
- Germania:12
- Islanda:14
- Finlandia:K-16
- Norvegia:16
- Singapore:PG
- Svezia:15
- UK:PG
- USA:PG (certificato #26016)